# هنری ادوارد برستال
هنری ادوارد برستال (انگلیسی: Henry Edward Burstall; ۲۶ اوت ۱۸۷۰ – ۸ فوریهٔ ۱۹۴۵) فرد نظامی اهل کانادا بود.
وی همچنین برندهٔ جوایزی همچون نشان حمام و صلیب نظامی ۱۹۱۴-۱۹۱۸ (فرانسه) شده‌است.